# 미탄초등학교
미탄초등학교는 대한민국 강원특별자치도 평창군 미탄면 창리에 있는 공립 초등학교이다.

## 학교 연혁
- 1933년 10월 1일 미탄공립보통학교 개교(설립인가 7월 25일)
- 1938년 4월 1일 미탄공립심상소학교 개칭
- 1941년 4월 1일 미탄공립국민학교 개칭
- 1981년 3월 10일 병설유치원 개원
- 1996년 3월 1일 미탄초등학교로 개칭
- 1998년 2월 28일 청옥분교장 폐교
- 1998년 8월 31일 한치분교장 폐교
- 1999년 8월 31일 율곡분교장 폐교
- 2002년 3월 1일 기화분교장 폐교
- 2004년 3월 1일 병설유치원 1학급 증설
- 2005년 3월 1일 특수학급 신설
- 2005년 12월 16일 학교도서관 개관
- 2006년 3월 1일 병설유치원 종일반 운영
- 2010년 2월 11일 골프연습장 준공
- 2013년 2월 28일 특수학급 폐지
- 2019년 1월 24일 제81회 졸업식 거행(5,114명)
- 2020년 1월 9일 제82회 졸업식 거행(5,122명)
- 2021년 1월 13일 제83회 졸업식 거행(5,127명)
- 2021년 3월 1일 제31대 김필교 교장 부임

## 학교 상징
- 교화 - 철쭉(강원도 꽃이기도 함) : 진달래과의 낙엽관목으로 5월에 연분홍의 꽃이 피며, 사랑의 기쁨이라는 의미로 전교직원과 학생이 화사하게 밝은 표정으로 맑게 생활하고, 사랑이 넘치는 학교를 만들고자 함이다.
  - 꽃말 : 자제, 사랑의 즐거움
  - 맑고 밝은 품성
  - 넓은 아량과 따스한 인정
  - 정열과 명예를 의미함
- 교목 - 소나무 : 교직원과 물론 학생들까지도 권한과 책임을 동시에 보유하며 구성원 누구나 개인의 창의적인 기상을 펼치며, 전체적인 균형과 조화를 가져 오는 것을 상징한다. 그리고 눈서리를 이겨서 항상 푸른 기상은 곧은 절개와 굳은 의지를 상징한다.
  - 의미 : 소나무-나무 중의 최고 모든 나무의 어른, 정직, 인내, 청렴
  - 권한과 책임 동시 보유
  - 개인의 창의적인 기상을 펼침
  - 전체적인 균형과 조화, 안정

## 참고 자료
- 미탄초등학교 - 한국교육학술정보원 학교알리미